# 黑脸鸫鹛
黑眼先鸫鹛（学名：Turdoides melanops），是画眉科鸫鹛属的一种，分布于安哥拉、博茨瓦纳和纳米比亚。全球活动范围约为196,000平方千米。该物种的保护状况被评为无危。
黑眼先鸫鹛的平均体重约为77.5克。栖息地包括亚热带或热带的湿润低地林、干燥的稀树草原、亚热带或热带的（低地）干燥疏灌丛和河流、溪流。